# Castello di Santorcaz
Il castello di Santorcaz si trova a Santorcaz, Comunità autonoma di Madrid in Spagna. Conosciuto anche come castello Torremocha fa parte del complesso fortificato della città, in cui, oltre al castello stesso, si trovano sette torri difensive delle mura di cinta e collegata ad esse, la chiesa di San Torquato le cui origini risalgono al XIII secolo. Nonostante il suo carattere religioso, il secondo edificio ha un aspetto fortificato.
Il castello di Santorcaz si trova in stato di rovina, nonostante sia stato oggetto di diversi restauri. La sua proprietà è del comune di Santorcaz.

## Storia

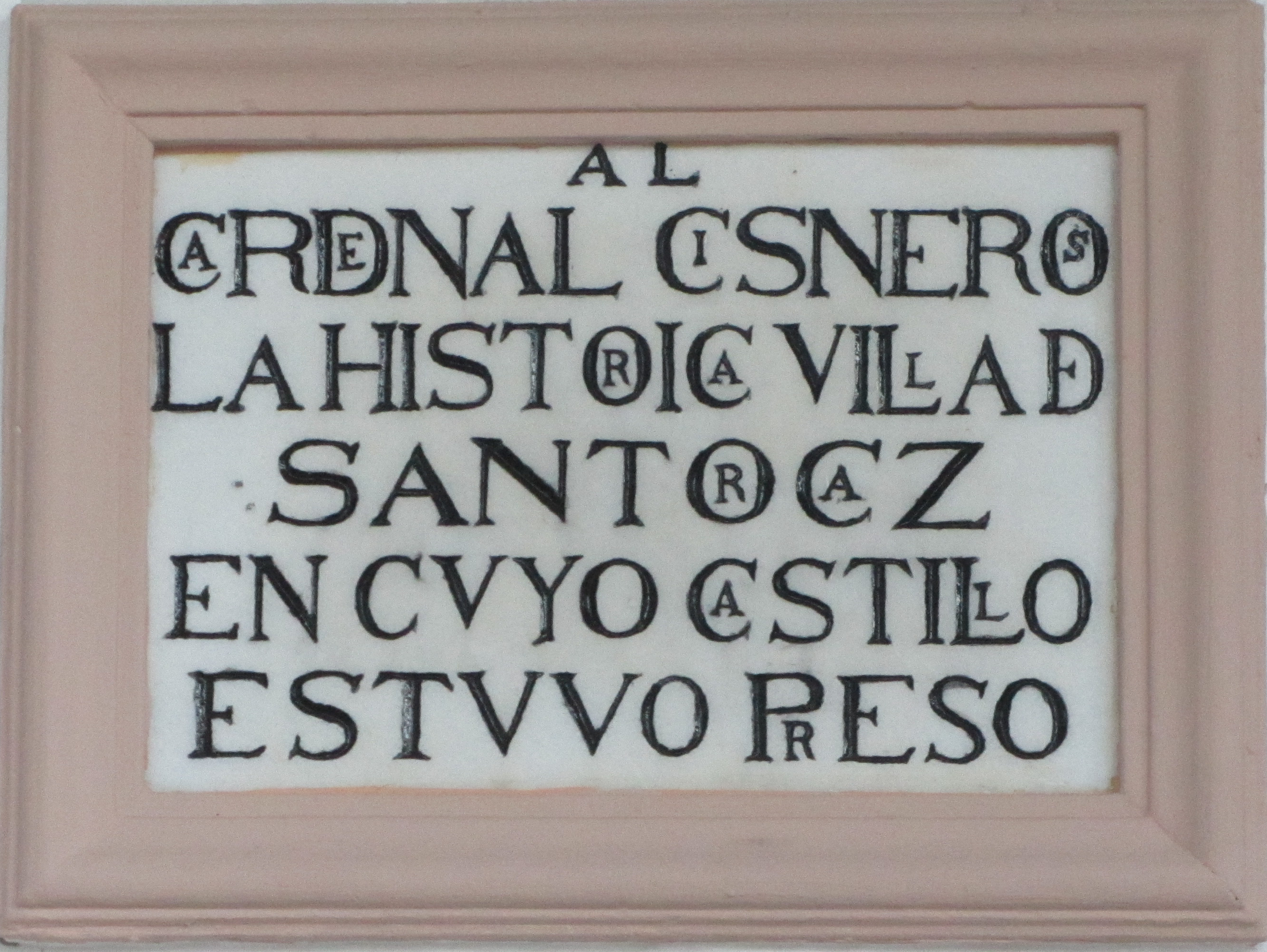
Lapide commemorativa della reclusione del cardinale Cisneros nel castello di Torremocha.

Il castello venne costruito nel XIV secolo, sulle fondamenta di un edificio precedente, che doveva risalire al XII secolo. Presumibilmente l'edificio originale aveva un ruolo di supporto alla roccaforte di Alcalá de Henares, una città situata a circa 14 km da Santorcaz.
L'edificio attuale fu fatto costruire dall'arcivescovo Pedro Tenorio. Collegato, dalle sue origini, al potente arcivescovado di Toledo, è stato ampliato e rinnovato più volte tra i secoli  XIV e  XV, insieme con le torri della cinta muraria che integrano il castello. Da qui i diversi stili che si trovano nell'edificio.
Nel XV secolo il castello abbandonò la sua iniziale funzione difensiva e venne convertito in carcere per religiosi, al tempo dell'arcivescovo Alfonso Carrillo de Acuña. Il cardinale Cisneros e Ana de Mendoza, principessa di Eboli, furono tra i prigionieri più celebri, così come Carlo di Watteville, che vi fu imprigionato dopo un incidente diplomatico quando ricopriva la carica di ambasciatore di Spagna nel Regno Unito.

## Caratteristiche

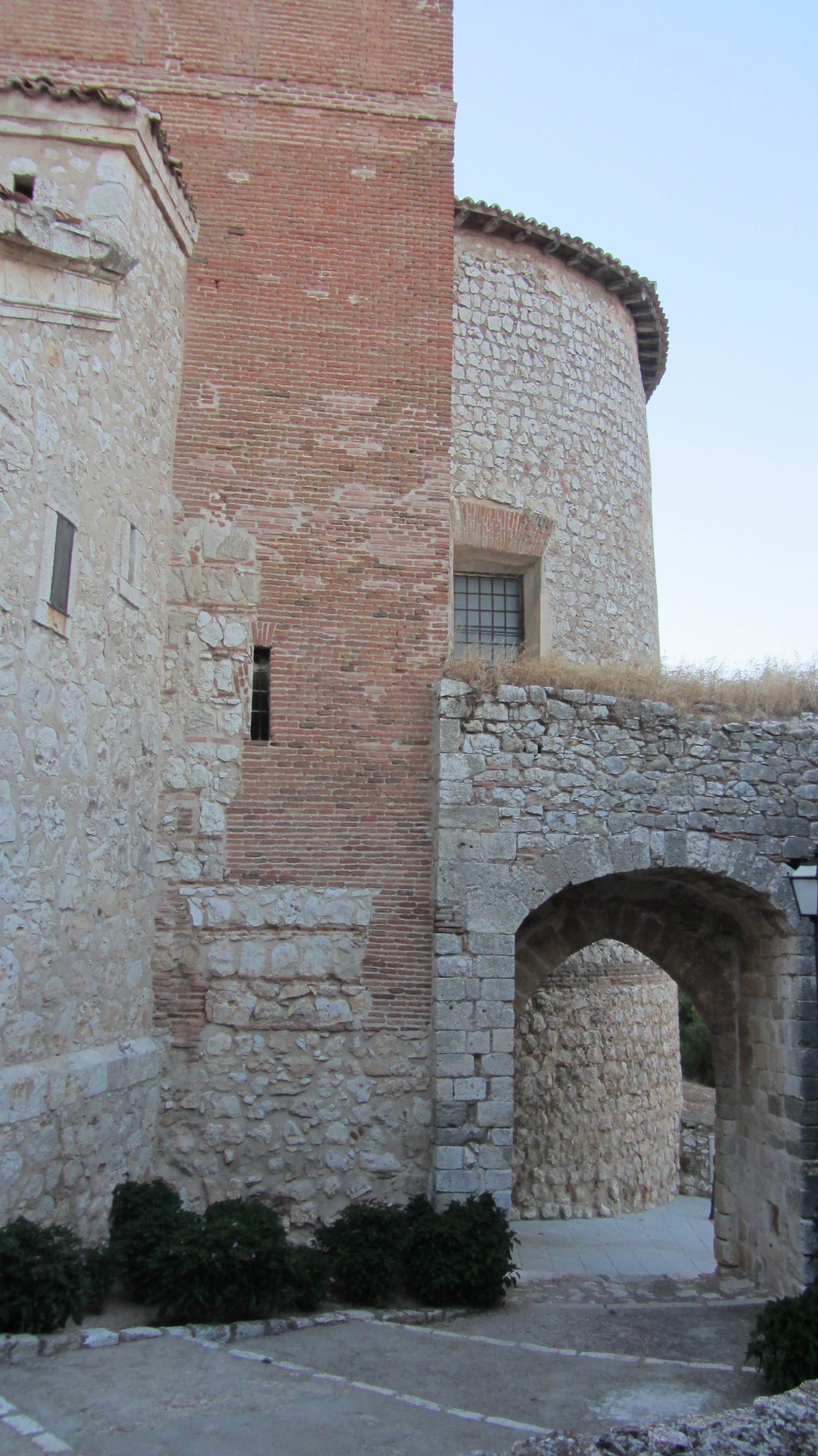
Arco d'ingresso al Castello di Santorcaz.

L'edificio è a pianta ovale, anche se questa forma sparisce nel lato meridionale, dove il tracciato è in linea retta. 
Il corpo principale ha una lunghezza che oscilla tra i 90 metri (da est a ovest) e i 110 (da nord a sud). Lo spessore delle mura è mediamente di 1,6 metri.
L'irregolarità delle dimensioni, la pianta ovoidale e i diversi livelli del terreno su cui sorge il castello fanno sì che gli edifici si trovino su quote differenti. 
Alcune torri difensive sono ancora in piedi, in vari angoli. Il castello, invece, è ormai diroccato.